# Xeromphalina
Xeromphalina là một chi nấm trong họ Mycenaceae. Chi này phân bố phổ biến, và có about 30 species.

## Các loài
- X. amara
- X. brunneola
- X. campanella
- X. campanelloides
- X. cauticinalis
- X. cornui
- X. fraxinophila
- X. fulvipes
- X. kauffmanii
- X. leonina
- X. orickiana
- X. picta
- X. podocarpi
- X. setulipes
- X. tenuipes
- X. testacea